# Chris Clarke (baloncestista)
Chris Clarke (Virginia, 8 de enero de 1996) es un baloncestista estadounidense que juega en la posición de alero. Actualmente integra el plantel de Obras Sanitarias en la Liga Nacional de Básquet.

## Trayectoria

### Universidad
Formado en Virginia Tech Hokies, jugó entre 2015 y 2018 en la División I de la NCAA dónde disputaría 79 partidos promediando 9.2 puntos, 6.5 rebotes y 2.6 asistencias. Luego pasaría a Texas Tech Red Raiders donde jugaría la temporada 2019-20 con un total de 30 partidos disputados, 5.6 puntos, 6.6 rebotes y 4.4 asistencias.

### Profesionalismo
Comenzó a jugar profesionalmente en el Lahti Basketball de la Korisliiga. Allí disputó en total 40 partidos promediando 15.6 puntos, 12.2 rebotes y 7.0 asistencias.
Regresó a los Estados Unidos para formar parte de los Delaware Blue Coats de la NBA G League en la temporada 2023-24. Promedio 4.8 puntos, 5.2 rebotes y 2.9 asistencias.
En mayo de 2024 se convirtió en jugador de Obras Sanitarias. En su primer partido logró un Triple-doble con 10 puntos, 12 rebotes y 10 asistencias.

## Suspensión
El 31 de octubre de 2018, el equipo de baloncesto masculino de Virginia Tech suspendió indefinidamente al alero Chris Clarke por razones no especificadas. Clarke fue retirado del plantel oficial sin que se ofrecieran det
Durante el periodo de Chris Beard como entrenador principal del equipo de baloncesto masculino de Texas Tech, surgieron cuestionamientos relacionados con el historial disciplinario de algunos jugadores transferidos al programa. Uno de ellos, Chris Clarke, fue suspendido por un año completo en la Universidad de Virginia Tech debido a un incidente de violencia doméstica antes de unirse al equipo de Texas Tech bajo la dirección de Beard.
Otro caso señalado fue el de Deshawn Corprew, quien también tenía antecedentes antes de su llegada a Texas Tech.
Estas decisiones generaron críticas por parte de algunos sectores, que argumentaban que ciertos entrenadores priorizan la adquisición de talento deportivo incluso cuando existen antecedentes disciplinarios en los jugadores.

## Palmarés

### Individual
- Actualizado hasta el 10 de junio de 2025.

| Título                   | Club             | País      | Año     | R.    |
| ------------------------ | ---------------- | --------- | ------- | ----- |
| Mejor quinteto de la LNB | Obras Sanitarias | Argentina | 2024-25 | [ 7 ] |
| Mejor extranjero         | Obras Sanitarias | Argentina | 2024-25 | [ 7 ] |